# DJ Yella
Antoine Carraby (Compton, California; 11 de diciembre de 1961), más conocido artísticamente como DJ Yella, es un DJ, rapero, productor y director de cine estadounidense. Fue miembro de World Class Wreckin Cru junto con Dr. Dre. Más tarde se convertiría en uno de los miembros del mítico grupo N.W.A., pioneros del gangsta rap. Produjo todos los álbumes con Dre. Sin embargo, Yella no apareció en las canciones Chin Check y Hello.

## Biografía

### Carrera musical
Junto con Dr. Dre, Yella produjo los tres álbumes que hicieron saltar a la fama al polémico grupo de gangsta rap, N.W.A, y el álbum debut en solitario de Eazy-E, Eazy-Duz-It, todo esto sumado a millones de ventas.
En 1996 grabó un álbum, One Mo Nigga Ta Go, dedicado a su amigo y colega fallecido Eazy-E. Tras este lanzamiento, desapareció de la escena de la música, para años más tarde convertirse en director de películas pornográficas. Aunque sigue sin estar interesado en volver al mundo de la música, se reunió con el antiguo miembro de N.W.A. MC Ren para grabar el tema Bangin, que lo incluyó en la banda sonora de una de sus películas porno.
Yella también produjo las canciones del EP Creepin on ah Come Up, de Bone Thugs-n-Harmony.